# بيت السودي (مدينة حجة)

تعديل مصدري - تعديل

بيت السودي هي إحدى قرى عزلة حملان بمديرية مدينة حجة التابعة لمحافظة حجة، بلغ تعداد سكانها 83 نسمة حسب تعداد اليمن لعام 2004.